# Cerkwica (gromada)
Cerkwica – dawna gromada, czyli najmniejsza jednostka podziału terytorialnego Polskiej Rzeczypospolitej Ludowej w latach 1954–1972.
Gromady, z gromadzkimi radami narodowymi (GRN) jako organami władzy najniższego stopnia na wsi, funkcjonowały od reformy reorganizującej administrację wiejską przeprowadzonej jesienią 1954 do momentu ich zniesienia z dniem 1 stycznia 1973, tym samym wypierając organizację gminną w latach 1954–1972.
Gromadę Cerkwica z siedzibą GRN w Cerkwicy utworzono – jako jedną z 8759 gromad na obszarze Polski – w powiecie gryfickim w woj. szczecińskim na mocy uchwały nr V/43/54 WRN w Szczecinie z dnia 5 października 1954. W skład jednostki weszły obszary dotychczasowych gromad Cerkwica, Ciećmierz i Paprotno ze zniesionej gminy Karnice oraz obszar dotychczasowej gromady Trzeszyn ze zniesionej gminy Górzyca w tymże powiecie. Dla gromady ustalono 12 członków gromadzkiej rady narodowej.
31 grudnia 1959 do gromady Cerkwica włączono obszar zniesionej gromady Chomętowo (bez miejscowości Sadlno i Sadlenko) w tymże powiecie.
1 stycznia 1972 do gromady Cerkwica włączono miejscowość Modlimowo ze zniesionej gromady Przybiernówko w tymże powiecie.
Gromada przetrwała do końca 1972 roku, czyli do kolejnej reformy gminnej.